# Habronyx tonnaiensis
Habronyx tonnaiensis är en stekelart som först beskrevs av Tohru Uchida 1929.  Habronyx tonnaiensis ingår i släktet Habronyx och familjen brokparasitsteklar. Inga underarter finns listade i Catalogue of Life.